# Li Zhenzhong
Li Zhenzhong, conosciuto anche con la traslitterazione Lee Tsun-tung (李震中T, Lĭ ZhènzhōngP; Tientsin, 11 aprile 1916 – Shanghai, 24 febbraio 2017), è stato un cestista cinese.

## Carriera
Da giocatore con la Repubblica di Cina ha disputato i Giochi di Londra 1948.